# Степок (Омская область)
Степок — деревня в Москаленском районе Омской области. Входит в состав Элитовского сельского поселения.

## История
Основана в 1895 году. В 1928 году село Степок состояло из 134 хозяйств, основное население — русские. В административном отношении являлось центром Степоковского сельсовета Москаленского района Омского округа Сибирского края.

## Население
| 1926 | 2010 |
| ---- | ---- |
| 684  | ↘224 |

## Известные уроженцы
- Журавлёв, Василий Никифорович (род. 1939) — советский деятель автомобильного машиностроения, полный кавалер Ордена Трудовой Славы.